# Tabellariaceae
Famille
Les Tabellariaceae sont une famille d'algues de l'embranchement des Bacillariophyta (Diatomées), de la classe des Bacillariophyceae et de l’ordre des Rhabdonematales.

## Étymologie
Le nom de la famille vient du genre type Tabellaria, du latin tabell-, tablette, et -aria, « relatif à ; semblable à », en référence à la forme de la diatomée.

## Liste des genres
Selon AlgaeBase (28 mai 2022) :
- Asterionella Hassall, 1850
- Diatoma De Candolle, 1805
- Diatoma Bory, 1824
- Distrionella D.M.Williams, 1990
- Eumeridion Kützing, 1844
- Meridion C.Agardh, 1824
- Oxyneis Round, 1990
- Tabellaria Ehrenberg ex Kützing, 1844 - genre type
- Tetracyclus Ralfs, 1843

## Systématique
Le nom correct complet (avec auteur) de ce taxon est Tabellariaceae Kützing, 1844.

## Publication originale
- F.T. Kützing, 1844, Die Kieselschaligen Bacillarien oder Diatomeen.  pp. [i-vii], [1]-152, pls 1-30. Nordhausen: zu finden bei W. Köhne.